# Cederfeld de Simonsen
Cederfeld de Simonsen er en nulevende dansk adelsslægt, som tilhører lav- og brevadelen.

## Våben
Skjoldet delt af sølv, hvori et grønt cedertræ, og blåt, hvori en guld-bjælke mellem fem sølv-roser, på den kronede hjelm et cedertræ mellem to sølv-vinger. 

## Historie
Slægtens ældste kendte mand, Trouls Bertelsen, var herredsfoged i Nørre Rangstrup Herred. Hans søn, Lorentz Bertelsen (1684-1764), der beklædte samme embede, blev fader til Bartholomæus Bertelsen til Frydendal (Torbenfeldt) og Løvegård (1715-1783). Denne, der var en dygtig personlighed, blev amtmand over Kalundborg med flere amter, konferensråd, Hvid Ridder og adledes 25. maj 1759 med navnet de Cederfeld og ovennævnte våben. Hans søn, vicelandsdommer i Fyn, kammerjunker Lorentz Christian Ernst Bertelsen de Cederfeld (1752-1822), blev af konferensråd Hans Simonsen til Erholm (1688-1768), en broder til hans mormoders mormoder Karen Borchenfeldts 3. mand, krigskommissær Andreas Simonsen til Erholm, indsat til arving af det af nævnte Hans Simonsen 25. november 1761 erigerede Stamhus Erholm (med Søndergårde), hvilket han tiltrådte 1777, efter året før at have ægtet erektors brodersøns datter Anna Sofie Simonsen (1755-1802), et ægteskab, der var stillet ham som betingelse for at kunne erhverve stamhuset. Ved kongelig resolution af 9. marts 1798 antog han navnet Cederfeld de Simonsen. Hans søn, stiftamtmand, kammerherre Hans Wilhelm Cederfeld de Simonsen (1777-1836), blev fader til amtmand, landstingsmand, kammerherre Hans Christian Joachim Cederfeld de Simonsen (1817-1906), hvis søn, hofjægermester Hans Christian Frederik Wilhelm Cederfeld de Simonsen (1866-1938), arvede stamhuset, som bestod indtil lensafløsningen 1927. Han var gift med Benny Caroline Andrea Sophie Cederfeld de Simonsen, født Treschow (1865-1952) og fader til hofjægermester Hans Christian Carl Frederik Cederfeld de Simonsen (1895-1985) og til lægen Bror Carl Adolph Cederfeld de Simonsen til Brahesborg (1900-1995), som var fader til Ivar Cederfeld de Simonsen til Brahesborg (født 1933), som er fader til direktør, hofjægermester Peter Cederfeld de Simonsen til Brahesborg (født 1960). Hans Christian Carl Frederik Cederfeld de Simonsen var fader til hofjægermester Hans Cederfeld de Simonsen til Erholm (født 1928).
Ovennævnte vicelandsdommer Lorentz Christian Ernst Bertelsen Cederfeld de Simonsen var desuden fader til kammerjunker og stabskaptajn Mathias Bartholomæus Cederfeld de Simonsen (1778-1833), kommandørkaptajn Andreas Christian Cederfeld de Simonsen (1779-1839) og til justitsråd, borgmester og byfoged Johan Carl Ludvig Cederfeld de Simonsen (1782-1853), som var fader til provst Carl Christian Sophus Cederfeld de Simonsen (1839-1922), har med sagkundskab og dygtighed arbejdet for en tidssvarende reform af altertjeneste og kirkesang.